# Танцуј, танцуј
Танцуј, танцуј (свк. Tancuj, tancuj) је фолклорни фестивал војвођанских Словака који за циљ има презентацију словачких традиција и обичаја кроз музику, песму и игру.

## Историјат
Фестивал се одржава последњи викенд у мају у амфитеатру у Гложану. Манифестација је први пут одржана 5. априла 1970. године на иницијативу Културно-просветног друштва „Једнота” и чланова Месне заједнице Гложан. Фестивал је такмичарског карактера и на њему учествују словачки ансамбли из Војводине и иностранства. Од пратећих садржаја издвајају се етно-изложбе и изложбе сликара, као и такмичења риболоваца, шахиста и ловаца. На фестивалу је до 2017. године учествовало преко 40.000 учесника.
Организатори фестивала су, поред КПД „Једнота” и МЗ Гложан, и Национални савет словачке националне мањине, општина Бачки Петровац и Завод за културу војвођанских Словака.